# Maurice Faure (strzelec)
Maurice Faure (ur. 26 czerwca 1859 w Chaville, zm. w 1945) – francuski strzelec, olimpijczyk, medalista Olimpiady Letniej 1906 i mistrzostw świata.
Uczestniczył w Letnich Igrzyskach Olimpijskich 1912, podczas których zajął 31. miejsce w pistolecie pojedynkowym z 30 m i 6. pozycję w zawodach drużynowych w tejże konkurencji. Wziął udział w Olimpiadzie Letniej 1906, w której został brązowym medalistą w drużynowym strzelaniu z karabinu dowolnego w trzech postawach z 300 m (skład zespołu: Raoul de Boigne, Maurice Faure, Jean Fouconnier, Maurice Lecoq, Léon Moreaux). Ponadto został srebrnym medalistą w strzelaniu do żywych gołębi podczas igrzysk olimpijskich w 1900 roku (konkurencja nieoficjalna).
Faure ma w dorobku dwa medale mistrzostw świata. Został drużynowym wicemistrzem świata w pistolecie dowolnym z 50 m w 1901 roku i brązowym medalistą w tej samej konkurencji w 1909 roku.

## Wyniki

### Igrzyska olimpijskie (z Olimpiadą Letnią 1906)
| Igrzyska       | Konkurencja                                                  | Wynik                                         | Miejsce | Źródło |
| -------------- | ------------------------------------------------------------ | --------------------------------------------- | ------- | ------ |
| Ateny 1906     | Karabin dowolny, trzy postawy, 300 m, drużynowo              | 4511 pkt. (druż.) 866 pkt. ind. (300–288–278) |         | [ 3 ]  |
| Ateny 1906     | Karabin dowolny, dowolna postawa, 300 m                      | 198 pkt.                                      | 21      | [ 4 ]  |
| Ateny 1906     | Karabin wojskowy, klęcząc lub stojąc, 300 m                  | 216 pkt.                                      | 10      | [ 5 ]  |
| Ateny 1906     | Karabin wojskowy, klęcząc lub stojąc, 200 m (Gras 1873-1874) | 173 pkt.                                      | 5       | [ 6 ]  |
| Ateny 1906     | Pistolet dowolny, 25 m                                       | 226 pkt.                                      | 13      | [ 7 ]  |
| Ateny 1906     | Pistolet dowolny, 50 m                                       | 192 pkt.                                      | 14      | [ 8 ]  |
| Ateny 1906     | Pistolet pojedynkowy, 20 m                                   | 193 pkt.                                      | 13      | [ 9 ]  |
| Ateny 1906     | Pistolet pojedynkowy, 25 m                                   | 98 pkt.                                       | 10      | [ 10 ] |
| Ateny 1906     | Rewolwer wojskowy, 20 m                                      | 205 pkt.                                      | 24      | [ 11 ] |
| Ateny 1906     | Rewolwer wojskowy, 20 m (Gras 1873–1874)                     | 197 pkt.                                      | 9       | [ 12 ] |
| Ateny 1906     | Trap, runda pojedyncza, 16 m                                 | 22 pkt.                                       | 4       | [ 13 ] |
| Ateny 1906     | Trap, runda podwójna, 14 m                                   | 9 pkt.                                        | 5       | [ 14 ] |
| Sztokholm 1912 | Pistolet pojedynkowy, 30 m                                   | 250 pkt.                                      | 31      | [ 15 ] |
| Sztokholm 1912 | Pistolet pojedynkowy, 30 m, drużynowo                        | 1041 pkt. (druż.) 222 pkt. (ind.)             | 6       | [ 16 ] |

### Medale mistrzostw świata
Opracowano na podstawie materiałów źródłowych:
| Mistrzostwa  | Konkurencja                       | Wynik                             | Miejsce |
| ------------ | --------------------------------- | --------------------------------- | ------- |
| Lucerna 1901 | Pistolet dowolny, 50 m, drużynowo | 2082 pkt. (druż.) 426 pkt. (ind.) |         |
| Hamburg 1909 | Pistolet dowolny, 50 m, drużynowo | 2388 pkt. (druż.)                 |         |